# Mina Hodzic
Mina Hodzic (* 6. Juni 2002) ist eine deutsche Tennisspielerin.

## Karriere
Hodzic begann mit fünf Jahren mit dem Tennisspielen und bevorzugt Hartplätze. Sie spielt bislang vor allem auf der ITF Women’s World Tennis Tour, wo sie bislang drei Einzeltitel gewinnen konnte.
Ihr erstes Profiturnier spielte sie im Juni 2016 in Essen, ihr erstes Hauptfeld erreichte sie im Juli desselben Jahres in Amstelveen.
Bei den Nationalen Deutschen Hallen-Tennismeisterschaften 2017 startete sie mit einer Wildcard, verlor aber bereits in der ersten Runde gegen Dinah Pfizenmaier mit 1:6 und 4:6. Bei den Bredeney Ladies Open 2018 erreichte sie das Achtelfinale mit einem Sieg gegen Isabella Pfennig. Beim ITF Future Nord 2018 erreichte sie das Viertelfinale ebenso wie bei den Nationalen Deutschen Hallen-Tennismeisterschaften 2018.
2019 erhielt sie eine Wildcard für die Qualifikation zum Porsche Tennis Grand Prix, ihrem ersten Turnier auf der WTA Tour. Sie scheiterte aber bereits in der ersten Runde an Magdalena Fręch mit 2:6 und 4:6.
Im Februar 2020 gewann Hodzic ihren ersten ITF-Titel in Manacor gegen die Schweizerin Valentina Ryser mit 6:0, 6:3.
Sie spielte 2018 in der 2. Tennis-Bundesliga und 2019 in der 1. Tennis-Bundesliga für den TC Bredeney.
Hodzic wurde von der ITIA verwarnt, weil sie von Jordi Marsé-Vidri trainiert worden war, einem ehemaligen Tennisspieler, der eine 15-jährige TACP-Sperre wegen Korruption verbüßt, die 2035 endet. Im Oktober 2024 nahm Hodzic jedoch an einer Trainingseinheit mit Marsé-Vidri bei einer Veranstaltung in Barcelona, Spanien, teil und verstieß damit gegen Abschnitt D.1.r (verbotene Vereinigung) des TACP. Sie wurde daraufhin für drei Monate gesperrt. Die Sperre endet am 5. Juni 2025.

## Turniersiege

### Einzel
| Nr. | Datum             | Turnier  | Kategorie | Belag     | Finalgegnerin     | Ergebnis         |
| --- | ----------------- | -------- | --------- | --------- | ----------------- | ---------------- |
| 1.  | 2. Februar 2020   | Manacor  | ITF W15   | Hartplatz | Valentina Ryser   | 6:0, 6:3         |
| 2.  | 12. Juni 2022     | Biarritz | ITF W60   | Sand      | Lucie Nguyen Tan  | 6:3, 6:3         |
| 3.  | 29. Dezember 2024 | Antalya  | ITF W15   | Sand      | Sapfo Sakellaridi | 6:2, 4:2 Abbruch |